# Filipowice (gmina)
Filipowice (od 1931 Koszyce) – dawna gmina wiejska istniejąca do 1931 roku w woj. kieleckim. Siedzibą władz gminy były Filipowice.
Gmina Filipowice jest wymieniona jako jedna z 22 gmin wiejskich powiatu pińczowskiego guberni kieleckiej. Gmina należała do sądu gminnego okręgu V w Koszycach. Miała 6087 mórg obszaru i liczyła 3310 mieszkańców. 13 stycznia 1870 do gminy przyłączono pozbawione praw miejskich Koszyce.
W okresie międzywojennym gmina Filipowice należała do powiatu pińczowskiego w woj. kieleckim. Jednostka została zniesiona 2 marca 1931 roku przez przemianowanie na gmina Koszyce.